# Winnetten
Winnetten ist ein Gemeindeteil der Gemeinde Mönchsroth im Landkreis Ansbach (Mittelfranken, Bayern). Winnetten liegt in der Gemarkung Diederstetten.

## Geographie
Beim Dorf entspringt der Grundgraben, ein rechter Zufluss der Wörnitz. Der Ort ist von Acker- und Grünland mit kleineren Waldgebieten umgeben. Etwas weiter südwestlich befindet sich das Dorf Hasselbach. Gemeindeverbindungsstraßen führen nach Hasselbach (0,4 km südwestlich), nach Sankt Ulrich (0,6 km nordwestlich), nach Diederstetten (1,3 km östlich) und nach Regelsweiler zur Landesstraße 2385 (1,8 km südlich).

## Geschichte
Das Hochgericht sowie die Dorf- und Gemeindeherrschaft und Grundherrschaft über alle Anwesen hatte das oettingen-spielbergische Oberamt Mönchsroth. Gegen Ende des 18. Jahrhunderts bestand Winnetten aus 11 Anwesen (4 Lehengüter, 7 Lehengütlein).
Infolge des Gemeindeedikts wurde Winnetten dem 1809 gebildeten Steuerdistrikt Villersbronn und der im selben Jahr gebildeten Ruralgemeinde Villerbronn zugeordnet. Mit dem Zweiten Gemeindeedikt (1818) erfolgte die Umgemeindung in die neu gebildete Ruralgemeinde Diederstetten. Am 1. Januar 1971 wurde diese im Zuge der Gebietsreform in Bayern nach Mönchsroth eingegliedert.

## Einwohnerentwicklung
| Jahr      | 001818 | 001861 | 001871 | 001885 | 001900 | 001925 | 001950 | 001961 | 001970 | 001987 | 002006 | 002016 |
| Einwohner | 58     | 55     | 56     | 65     | 51     | 68     | 67     | 59     | 54     | 62     | *37    | *37    |
| Häuser    | 10     |        |        | 14     | 14     | 12     | 12     | 12     |        | 11     |        |        |
| Quelle    | [ 11 ] | [ 12 ] | [ 13 ] | [ 14 ] | [ 15 ] | [ 16 ] | [ 17 ] | [ 18 ] | [ 19 ] | [ 20 ] | [ 1 ]  | [ 1 ]  |

## Religion
Der Ort ist seit der Reformation evangelisch-lutherisch geprägt und bis heute nach St. Oswald und Ägidius (Mönchsroth) gepfarrt. Die Katholiken sind nach St. Margareta (Wilburgstetten) gepfarrt.